# ATP-toernooi van Båstad
Het ATP-toernooi van Båstad (officiële naam: Nordea Open) is een jaarlijks terugkerend tennistoernooi volgens het knock-outsysteem voor mannen dat wordt georganiseerd onder auspiciën van de ATP in de Zweedse plaats Båstad. Het is het op vier na oudste toernooi van de wereld (na Bournemouth, Roland Garros en Wimbledon) en een van de meest gewaardeerde toernooien onder de ATP Tour spelers. Het toernooi vindt standaard plaats in de week na Wimbledon.
Van 2009 t/m 2017 werd een week eerder of later op dezelfde locatie voor de vrouwen het WTA-toernooi van Båstad gehouden.

## Geschiedenis
De ATP-licentie van het tennistoernooi in Båstad was tot 2004 in handen van de Zweedse Tennis Federatie. De organisatie van het toernooi was tot en met 1999 in handen van Stiftelsen Båstadtennis (stichting Båstadtennis) en Eurovent. In 2000 sloot de Zweedse tennisbond een driejarige overeenkomst met het Zweedse bedrijf PR Event i Sverige voor de organisatierechten van het toernooi. PR Event i Sverige stond onder leiding van Thomas Wallén (toernooidirecteur van 2000-2013) en Christer Hult (toernooidirecteur van 2014-2021). In 2004 verwierf PR Event i Sverige de ATP-licentie van de Zweedse Tennis Federatie en kon het bedrijf ook gaan investeren in het toernooi. De kosten voor het kopen van de ATP-licentie bedroegen 6 miljoen Zweedse kronen. Christer Hult is markteconoom en runde tien jaar zijn eigen bedrijf voordat hij samen met Tomas Wallén PR Event i Sverige oprichtte.
Op 18 februari 2008 werd bekend dat het Franse sportagentschap Lagardère Sports 100% van de aandelen heeft gekocht van het bedrijf PR Event i Sverige. De organisatie bleef in handen van Christer Hult en Thomas Wallén.
Vanaf 2018 is Arena Båstad AB verantwoordelijk voor de organisatie. Zij zijn vanaf dat jaar de locatie ook gaan verhuren aan de World Padel Tour voor een padeltoernooi. De locatie wordt ook gebruikt voor concerten.
In de jaren 2001-2007 werd de nieuwe arena gebouwd. De investering belandde op ongeveer SEK 550 miljoen.
In 2009 introduceerde het toernooi Sunset Tennis, een avondsessie met één topspeler. Het Sunset Tennis zou in 2013 weer verdwijnen. In 2023 maakt het Sunset Tennis een comeback met een avondsessie van 20:15 op woensdagavond 19 juli.
In 2005 wist het toernooi Rafael Nadal te strikken, de winnaar van Roland Garros van dat jaar en de toenmalige nummer 3 van de wereld. Rafael Nadal wist het toernooi in 2005 ook te winnen.

## Finales

### Enkelspel
| Datum             | Naam                    | Categorie    | ($/€)     | Winnaar                                | Verliezend finalist                    | Uitslag                                |                                        |
| ----------------- | ----------------------- | ------------ | --------- | -------------------------------------- | -------------------------------------- | -------------------------------------- | -------------------------------------- |
| 19-07-1948        | Swedish Championship    |              |           | Eric Sturgess (1)                      | Enrique Morea                          | 6-2, 7-5, 6-4                          |                                        |
| 17-07-1949        | Swedish Championship    |              |           | Eric Sturgess (2)                      | Torsten Johansson                      | 6-1, 6-0, 6-4                          |                                        |
| 23-07-1950        | Swedish Championship    |              |           | Eric Sturgess (3)                      | Torsten Johansson                      | 5-7, 7-5, 6-3, 6-4                     |                                        |
| 15-07-1951        | Swedish Championship    |              |           | Sven Davidson                          | Felicisimo Ampon                       | 9-7, 6-0, 6-1                          |                                        |
| 13-07-1952        | Swedish Championship    |              |           | Budge Patty (1)                        | Mervyn Rose                            | 6-4, 6-3, 4-6, 6-3                     |                                        |
| 12-07-1953        | Swedish Championship    |              |           | Budge Patty (2)                        | Sven Davidson                          | 6-4, 7-5, 6-8, 6-4                     |                                        |
| 11-07-1954        | Swedish Championship    |              |           | Budge Patty (3)                        | Rex Hartwig                            | 7-5, 2-6, 3-6, 8-6, 6-4                |                                        |
| 10-07-1955        | Swedish Championship    |              |           | Ham Richardson                         | Mervyn Rose                            | 4-6, 6-2, 6-4, 6-2                     |                                        |
| 15-07-1956        | Swedish Championship    |              |           | Ken Rosewall                           | Kurt Nielsen                           | 7-5, 6-3, 6-1                          |                                        |
| 14-07-1957        | Swedish Championship    |              |           | Ulf Schmidt (1)                        | Sven Davidson                          | 6-4, 7-5, 6-8, 6-4                     |                                        |
| 13-07-1958        | Swedish Championship    |              |           | Ashley Cooper                          | Mervyn Rose                            | 2-6, 2-6, 6-3, 6-4, 6-3                |                                        |
| 12-07-1959        | Swedish Championship    |              |           | Luis Ayala (1)                         | Ramanathan Krishnan                    | 6-1, 6-1, 5-7, 6-1                     |                                        |
| 10-07-1960        | Swedish Championship    |              |           | Luis Ayala (2)                         | Ramanathan Krishnan                    | 6-1, 6-0, 6-4                          |                                        |
| 16-07-1961        | Swedish Championship    |              |           | Ulf Schmidt (2)                        | Neale Fraser                           | 6-3, 6-4, 7-5                          |                                        |
| 22-07-1962        | Swedish Championship    |              |           | Manuel Santana (1)                     | Jan-Erik Lundqvist                     | 4-6, 5-7, 6-4, 7-5, 6-3                |                                        |
| 14-07-1963        | Swedish Championship    |              |           | Jan-Erik Lundqvist                     | Boro Jovanović                         | 6-4, 7-5, 6-4                          |                                        |
| 12-07-1964        | Swedish Championship    |              |           | Roy Emerson                            | Nikola Pilić                           | 1-6, 7-5, 6-1, 6-2                     |                                        |
| 11-07-1965        | Swedish Championship    |              |           | Manuel Santana (2)                     | Roy Emerson                            | 6-1, 6-1, 6-4                          |                                        |
| 10-07-1966        | Swedish Championship    |              |           | Alexander Metreweli                    | Manuel Santana                         | 3-6, 2-6, 6-1, 7-5, 6-4                |                                        |
| 16-07-1967        | Swedish Championship    |              |           | Martin Mulligan (1)                    | Jan-Erik Lundqvist                     | 6-3, 3-6, 4-6, 6-4, 6-1                |                                        |
| ↓ open tijdperk ↓ |                         |              |           |                                        |                                        |                                        |                                        |
| 14-07-1968        | Swedish Open            |              |           | Martin Mulligan (2)                    | Ion Țiriac                             | 8-6, 6-4, 6-4                          |                                        |
| 13-07-1969        | Swedish Open            |              |           | Manuel Santana (3)                     | Ion Țiriac                             | 8-6, 6-4, 6-1                          |                                        |
| 12-07-1970        | Swedish Open            |              |           | Dick Crealy                            | Georges Goven                          | 6-3, 6-1, 6-1                          |                                        |
| 12-07-1971        | Swedish Open            |              |           | Ilie Năstase                           | Jan Leschly                            | 7-5, 2-6, 5-7, 7-6, 5-4, opgave        |                                        |
| 17-07-1972        | Swedish Open            |              |           | Manuel Orantes (1)                     | Ilie Năstase                           | 6-4, 6-3, 6-1                          |                                        |
| 09-07-1973        | Swedish Open            |              |           | Stan Smith                             | Manuel Orantes                         | 6-4, 6-2, 7-6                          |                                        |
| 08-07-1974        | Swedish Open            |              |           | Björn Borg (1)                         | Adriano Panatta                        | 6-3, 6-0, 6-7, 6-3                     |                                        |
| 07-07-1975        | Swedish Open            |              |           | Manuel Orantes (2)                     | José Higueras                          | 6-0, 6-3                               |                                        |
| 05-07-1976        | Swedish Open            |              | $ 100.000 | Antonio Zugarelli                      | Corrado Barazzutti                     | 4-6, 7-5, 6-2                          |                                        |
| 04-07-1977        | Swedish Open            |              | $ 75.000  | Corrado Barazzutti                     | Balázs Taróczy                         | 7-6, 6-7, 6-2                          |                                        |
| 17-07-1978        | Swedish Open            |              | $ 75.000  | Björn Borg (2)                         | Corrado Barazzutti                     | 6-1, 6-2                               |                                        |
| 16-07-1979        | Swedish Open            |              | $ 75.000  | Björn Borg (3)                         | Balázs Taróczy                         | 6-1, 7-5                               |                                        |
| 14-07-1980        | Swedish Open            |              | $ 75.000  | Balázs Taróczy                         | Tony Giammalva                         | 6-3, 3-6, 7-6                          |                                        |
| 20-07-1981        | Swedish Open            |              | $ 75.000  | Thierry Tulasne                        | Anders Järryd                          | 6-2, 6-3                               |                                        |
| 12-07-1982        | Swedish Open            |              | $ 75.000  | Mats Wilander (1)                      | Henrik Sundström                       | 6-4, 6-4                               |                                        |
| 11-07-1983        | Swedish Open            |              | $ 75.000  | Mats Wilander (2)                      | Anders Järryd                          | 6-1, 6-2                               |                                        |
| 16-07-1984        | Swedish Open            |              | $ 75.000  | Henrik Sundström                       | Anders Järryd                          | 3-6, 7-5, 6-3                          |                                        |
| 15-07-1985        | Swedish Open            |              | $ 80.000  | Mats Wilander (3)                      | Stefan Edberg                          | 6-1, 6-0                               | details                                |
| 21-07-1986        | Swedish Open            |              | $ 125.000 | Emilio Sánchez                         | Mats Wilander                          | 7-6, 4-6, 6-4                          | details                                |
| 27-07-1987        | Swedish Open            |              | $ 175.000 | Joakim Nyström                         | Stefan Edberg                          | 4-6, 6-0, 6-3                          | details                                |
| 11-07-1988        | Swedish Open            |              | $ 215.000 | Marcelo Filippini                      | Francesco Cancellotti                  | 2-6, 6-4, 6-4                          | details                                |
| 31-07-1989        | Swedish Open            |              | $ 275.000 | Paolo Canè                             | Bruno Orešar                           | 7-6, 7-6                               | details                                |
| 09-07-1990        | Swedish Open            | World Series | $ 225.000 | Richard Fromberg                       | Magnus Larsson                         | 6-2, 7-6                               | details                                |
| 08-07-1991        | Swedish Open            | World Series | $ 225.000 | Magnus Gustafsson (1)                  | Albert Mancini                         | 6-1, 6-2                               | details                                |
| 06-07-1992        | Swedish Open            | World Series | $ 235.000 | Magnus Gustafsson (2)                  | Tomás Carbonell                        | 5-7, 7-5, 6-4                          | details                                |
| 05-07-1993        | Swedish Open            | World Series | $ 235.000 | Horst Skoff                            | Ronald Agénor                          | 7-5, 1-6, 6-0                          | details                                |
| 04-07-1994        | Swedish Open            | World Series | $ 288.750 | Bernd Karbacher                        | Horst Skoff                            | 6-4, 6-3                               | details                                |
| 10-07-1995        | Swedish Open            | World Series | $ 303.000 | Fernando Meligeni                      | Christian Ruud                         | 6-4, 6-4                               | details                                |
| 08-07-1996        | Swedish Open            | World Series | $ 303.000 | Magnus Gustafsson (3)                  | Andrej Medvedev                        | 6-1, 6-3                               | details                                |
| 07-07-1997        | Investor Swedish Open   | World Series | $ 303.000 | Magnus Norman (1)                      | Juan Antonio Marín                     | 7-5, 6-2                               | details                                |
| 06-07-1998        | Investor Swedish Open   | Int. Series  | $ 315.000 | Magnus Gustafsson (4)                  | Andrej Medvedev                        | 6-2, 6-3                               | details                                |
| 05-07-1999        | Investor Swedish Open   | Int. Series  | $ 325.000 | Juan Antonio Marín                     | Andreas Vinciguerra                    | 6-3, 7-6                               | details                                |
| 10-07-2000        | Wideyes Swedish Open    | Int. Series  | $ 350.000 | Magnus Norman (2)                      | Andreas Vinciguerra                    | 6-1, 7-6                               | details                                |
| 09/07/2001        | Telenordia Swedish Open | Int. Series  | $ 375.000 | Andrea Gaudenzi                        | Bohdan Ulihrach                        | 7-5, 6-3                               | details                                |
| 08-07-2002        | Telenordia Swedish Open | Int. Series  | $ 356.000 | Carlos Moyá                            | Younes El Aynaoui                      | 6-3, 2-6, 7-5                          | details                                |
| 07-07-2003        | Synsam Swedish Open     | Int. Series  | $ 355.000 | Mariano Zabaleta (1)                   | Nicolás Lapentti                       | 6-3, 6-4                               | details                                |
| 05-07-2004        | Synsam Swedish Open     | Int. Series  | $ 355.000 | Mariano Zabaleta (2)                   | Gastón Gaudio                          | 6-1, 4-6, 7-6                          | details                                |
| 04-07-2005        | Synsam Swedish Open     | Int. Series  | $ 355.000 | Rafael Nadal                           | Tomáš Berdych                          | 2-6, 6-2, 6-4                          | details                                |
| 10-07-2006        | Synsam Swedish Open     | Int. Series  | $ 355.000 | Tommy Robredo (1)                      | Nikolaj Davydenko                      | 6-2, 6-1                               | details                                |
| 09-07-2007        | Catella Swedish Open    | Int. Series  | $ 391.000 | David Ferrer (1)                       | Nicolás Almagro                        | 6-1, 6-2                               | details                                |
| 07-07-2008        | Catella Swedish Open    | Int. Series  | € 305.000 | Tommy Robredo (2)                      | Tomáš Berdych                          | 6-4, 6-1                               | details                                |
| 13-07-2009        | Catella Swedish Open    | ATP 250      | € 398.250 | Robin Söderling (1)                    | Juan Mónaco                            | 6-3, 7-6                               | details                                |
| 18-07-2010        | SkiStar Swedish Open    | ATP 250      | € 450.000 | Nicolás Almagro                        | Robin Söderling                        | 7-5, 3-6, 6-2                          | details                                |
| 17-07-2011        | SkiStar Swedish Open    | ATP 250      | € 398.250 | Robin Söderling (2)                    | David Ferrer                           | 6-2, 6-2                               | details                                |
| 15-07-2012        | SkiStar Swedish Open    | ATP 250      | € 358.425 | David Ferrer (2)                       | Nicolás Almagro                        | 6-2, 6-2                               | details                                |
| 14-07-2013        | SkiStar Swedish Open    | ATP 250      | € 433.770 | Carlos Berlocq                         | Fernando Verdasco                      | 7-5, 6-1                               | details                                |
| 13-07-2014        | SkiStar Swedish Open    | ATP 250      | € 426.605 | Pablo Cuevas                           | João Sousa                             | 6-2, 6-1                               | details                                |
| 21-07-2015        | SkiStar Swedish Open    | ATP 250      | € 439.405 | Benoît Paire                           | Tommy Robredo                          | 7-6(7), 6-3                            | details                                |
| 17-07-2016        | SkiStar Swedish Open    | ATP 250      | € 463.520 | Albert Ramos Viñolas                   | Fernando Verdasco                      | 6-3, 6-4                               | details                                |
| 23-07-2017        | SkiStar Swedish Open    | ATP 250      | € 482.060 | David Ferrer (3)                       | Oleksandr Dolgopolov                   | 6-4, 6-4                               | details                                |
| 22-07-2018        | SkiStar Swedish Open    | ATP 250      | € 501.345 | Fabio Fognini                          | Richard Gasquet                        | 6-3, 3-6, 6-1                          | details                                |
| 21-07-2019        | SkiStar Swedish Open    | ATP 250      | € 524.340 | Nicolás Jarry                          | Juan Ignacio Londero                   | 7-6(7), 6-4                            | details                                |
| 19-07-2020        | SkiStar Swedish Open    | ATP 250      | € 542.695 | geen toernooi wegens de coronapandemie | geen toernooi wegens de coronapandemie | geen toernooi wegens de coronapandemie | geen toernooi wegens de coronapandemie |
| 18-07-2021        | Nordea Open             | ATP 250      | € 481.270 | Casper Ruud                            | Federico Coria                         | 6-3, 6-3                               | details                                |
| 17-07-2022        | Nordea Open             | ATP 250      | € 534.555 | Francisco Cerúndolo                    | Sebastián Báez                         | 7-6(4), 6-2                            | details                                |
| 23-07-2023        | Nordea Open             | ATP 250      | € 562.815 | Andrej Roebljov                        | Casper Ruud                            | 7–6(3), 6–0                            | details                                |

### Dubbelspel
| Datum             | Naam                    | Categorie     | ($/€)         | Winnaars                               | Verliezend finalisten                     | Uitslag                                |                                        |
| ----------------- | ----------------------- | ------------- | ------------- | -------------------------------------- | ----------------------------------------- | -------------------------------------- | -------------------------------------- |
| 1948              |                         |               |               | Lennart Bergelin (1) Torsten Johansson | Jack Harper Eric Sturgess                 | 7-5, 3-6, 6-4, 6-3                     |                                        |
| 1949              |                         |               |               | Eustace Fannin Eric Sturgess (1)       | Torsten Johansson George Worthington      | 2-6, 6-4, 3-6, 6-1, 6-4                |                                        |
| 1950              |                         |               |               | Jaroslav Drobný Eric Sturgess (2)      | Lennart Bergelin Sven Davidson            | 6-2, 6-2, 6-2                          |                                        |
| 1951              |                         |               |               | Lennart Bergelin (2) Sven Davidson     | Felicisimo Ampon Cesar Carmona            |                                        |                                        |
| 1952              |                         |               |               | Budge Patty Mervyn Rose (1)            | Sven Davidson Torsten Johansson           | 7-5, 6-2, 9-7                          |                                        |
| 1953–1957         | geen toernooi           | geen toernooi | geen toernooi | geen toernooi                          | geen toernooi                             | geen toernooi                          | geen toernooi                          |
| 1958              |                         |               |               | Ashley Cooper Mervyn Rose (2)          | Francisco Contreras Mario Llamas          | 6-2, 6-1, 6-2                          |                                        |
| 1959              | geen toernooi           | geen toernooi | geen toernooi | geen toernooi                          | geen toernooi                             | geen toernooi                          | geen toernooi                          |
| 1960              |                         |               |               | Jan-Erik Lundqvist Ulf Schmidt         | Chuck McKinley Hugh Stewart               | 7-5, 9-7, 2-6, 6-1                     |                                        |
| 1961              |                         |               |               | Luis Ayala Neale Fraser                | Torsten Johansson Christian Kuhnke        |                                        |                                        |
| 1962              |                         |               |               | Roy Emerson (1) Ramanathan Krishnan    | Rafael Osuna Manuel Santana               | 6-3, 3-6, 6-2, 9-7                     |                                        |
| 1963              |                         |               |               | Chuck McKinley Dennis Ralston          | Jan-Erik Lundqvist Ulf Schmidt            | 6-4, 6-3, 6-0                          |                                        |
| 1964              |                         |               |               | Boro Jovanović Nikola Pilić            | Jan Leschly Jørgen Ulrich                 | Bepaald door loting                    |                                        |
| 1965              |                         |               |               | Roy Emerson (2) Fred Stolle            | José Luis Arilla Manuel Santana           | 6-3, 6-8, 6-4, 6-2                     |                                        |
| 1966–1967         | geen toernooi           | geen toernooi | geen toernooi | geen toernooi                          | geen toernooi                             | geen toernooi                          | geen toernooi                          |
| ↓ open tijdperk ↓ |                         |               |               |                                        |                                           |                                        |                                        |
| 1968              | Swedish Open            |               |               | Arthur Ashe Clark Graebner             | Manuel Orantes Manuel Santana             | 7-5, 6-3                               |                                        |
| 07-07-1969        | Swedish Open            |               |               | Ilie Năstase (1) Ion Țiriac (1)        | Manuel Orantes Manuel Santana             | 6-3, 6-4                               |                                        |
| 13-07-1970        | Swedish Open            |               |               | Dick Crealy Allan Stone                | Željko Franulović Jan Kodeš               | 6-2, 2-6, 12-10                        |                                        |
| 12-07-1971        | Swedish Open            |               |               | Ilie Năstase (2) Ion Țiriac (2)        | Jaime Pinto-Bravo Butch Seewagen          | 7-6, 6-1                               |                                        |
| 17-07-1972        | Swedish Open            |               |               | Juan Gisbert Manuel Orantes            | Neale Fraser Ilie Năstase                 | 6-3, 7-6                               |                                        |
| 09-07-1973        | Swedish Open            |               |               | Nikola Pilić Stan Smith                | Bob Carmichael Frew McMillan              | 2-6, 6-4, 6-4                          |                                        |
| 08-07-1974        | Swedish Open            |               |               | Paolo Bertolucci Adriano Panatta       | Ove Nils Bengtson Björn Borg              | 3-6, 6-2, 6-4                          |                                        |
| 07-07-1975        | Swedish Open            |               |               | Ove Nils Bengtson Björn Borg           | Juan Gisbert Manuel Orantes               | 7-6, 7-5                               |                                        |
| 05-07-1976        | Swedish Open            |               | $ 100.000     | Fred McNair Sherwood Stewart           | Wojtek Fibak Juan Gisbert                 | 6-3, 6-4                               |                                        |
| 04-07-1977        | Swedish Open            |               | $ 75.000      | Mark Edmondson (1) John Marks          | Jean-Louis Haillet François Jauffret      | 6-4, 6-0                               |                                        |
| 17-07-1978        | Swedish Open            |               | $ 75.000      | Bob Carmichael Mark Edmondson (2)      | Peter Szoke Balázs Taróczy                | 7-5, 6-4                               |                                        |
| 16-07-1979        | Swedish Open            |               | $ 75.000      | Heinz Günthardt (1) Bob Hewitt         | Mark Edmondson John Marks                 | 6-2, 6-2                               |                                        |
| 14-07-1980        | Swedish Open            |               | $ 75.000      | Heinz Günthardt (2) Markus Günthardt   | John Feaver Peter McNamara                | 6-4, 6-4                               |                                        |
| 20-07-1981        | Swedish Open            |               | $ 75.000      | Mark Edmondson (3) John Fitzgerald     | Anders Järryd Hans Simonsson              | 2-6, 7-5, 6-0                          |                                        |
| 12-07-1982        | Swedish Open            |               | $ 75.000      | Anders Järryd (1) Hans Simonsson       | Joakim Nyström Mats Wilander              | 0-6, 6-3, 7-6                          |                                        |
| 11-07-1983        | Swedish Open            |               | $ 75.000      | Joakim Nyström Mats Wilander           | Anders Järryd Hans Simonsson              | 1-6, 7-6, 7-6                          |                                        |
| 16-07-1984        | Swedish Open            |               | $ 75.000      | Jan Gunnarsson Michael Mortensen       | Juan Avendaño Fernando Roese              | 6-0, 6-0                               |                                        |
| 15-07-1985        | Swedish Open            |               | $ 80.000      | Stefan Edberg (2) Anders Järryd (2)    | Sergio Casal Emilio Sánchez               | 6-0, 7-6                               | details                                |
| 21-07-1986        | Swedish Open            |               | $ 125.000     | Sergio Casal Emilio Sánchez            | Craig Campbell Joey Rive                  | 6-4, 6-2                               | details                                |
| 27-07-1987        | Swedish Open            |               | $ 175.000     | Stefan Edberg (2) Anders Järryd (3)    | Emilio Sánchez Javier Sánchez             | 7-6, 6-3                               | details                                |
| 11-07-1988        | Swedish Open            |               | $ 215.000     | Patrick Baur Udo Riglewski             | Stefan Edberg Nicklas Kroon               | 6-7, 6-3, 7-6                          | details                                |
| 31-07-1989        | Swedish Open            |               | $ 275.000     | Per Henricsson Nicklas Utgren          | Josef Cihak Karel Nováček                 | 7-5, 6-2                               | details                                |
| 09-07-1990        | Swedish Open            | World Series  | $ 225.000     | Ronnie Båthman (2) Rikard Bergh (1)    | Jan Gunnarsson Udo Riglewski              | 6-1, 6-4                               | details                                |
| 08-07-1991        | Swedish Open            | World Series  | $ 225.000     | Ronnie Båthman (2) Rikard Bergh (2)    | Magnus Gustafsson Anders Järryd           | 6-4, 6-4                               | details                                |
| 06-07-1992        | Swedish Open            | World Series  | $ 235.000     | Tomás Carbonell Christian Miniussi     | Christian Bergström Magnus Gustafsson     | 6-4, 7-5                               | details                                |
| 05-07-1993        | Swedish Open            | World Series  | $ 235.000     | Henrik Holm Anders Järryd (4)          | Brian Devening Tomas Nydahl               | 6-1, 3-6, 6-3                          | details                                |
| 04-07-1994        | Swedish Open            | World Series  | $ 288.750     | Jan Apell (1) Jonas Björkman (1)       | Nicklas Kulti Mikael Tillström            | 6-2, 6-3                               | details                                |
| 10-07-1995        | Swedish Open            | World Series  | $ 303.000     | Jan Apell (2) Jonas Björkman (2)       | Jon Ireland Andrew Kratzmann              | 6-3, 6-0                               | details                                |
| 08-07-1996        | Swedish Open            | World Series  | $ 303.000     | David Ekerot Jeff Tarango              | Joshua Eagle Peter Nyborg                 | 6-4, 3-6, 6-4                          | details                                |
| 07-07-1997        | Investor Swedish Open   | World Series  | $ 303.000     | Nicklas Kulti Mikael Tillström (1)     | Magnus Gustafsson Magnus Larsson          | 6-0, 6-3                               | details                                |
| 06-07-1998        | Investor Swedish Open   | Int. Series   | $ 315.000     | Magnus Gustafsson Magnus Larsson       | Lan Bale Piet Norval                      | 6-4, 6-2                               | details                                |
| 05-07-1999        | Investor Swedish Open   | Int. Series   | $ 325.000     | David Adams Jeff Tarango               | Nicklas Kulti Mikael Tillström            | 7-6(6), 6-4                            | details                                |
| 10-07-2000        | Wideyes Swedish Open    | Int. Series   | $ 350.000     | Nicklas Kulti Mikael Tillström (2)     | Andrea Gaudenzi Diego Nargiso             | 4-6, 6-2, 6-3                          | details                                |
| 09/07/2001        | Telenordia Swedish Open | Int. Series   | $ 375.000     | Karsten Braasch Jens Knippschild       | Simon Aspelin Andrew Kratzmann            | 7-6(3), 4-6, 7-6(5)                    | details                                |
| 08-07-2002        | Telenordia Swedish Open | Int. Series   | $ 356.000     | Jonas Björkman (3) Todd Woodbridge     | Paul Hanley Michael Hill                  | 7-6(6), 6-4                            | details                                |
| 07-07-2003        | Synsam Swedish Open     | Int. Series   | $ 355.000     | Simon Aspelin (1) Massimo Bertolini    | Lucas Arnold Ker Mariano Hood             | 6-7(3), 6-0, 6-4                       | details                                |
| 05-07-2004        | Synsam Swedish Open     | Int. Series   | $ 355.000     | Mahesh Bhupathi Jonas Björkman (4)     | Simon Aspelin Todd Perry                  | 4-6, 7-6(2), 7-6(6)                    | details                                |
| 04-07-2005        | Synsam Swedish Open     | Int. Series   | $ 355.000     | Jonas Björkman (5) Joachim Johansson   | José Acasuso Sebastián Prieto             | 6-2, 6-3                               | details                                |
| 10-07-2006        | Synsam Swedish Open     | Int. Series   | $ 355.000     | Jonas Björkman (6) Thomas Johansson    | Christopher Kas Oliver Marach             | 6-3, 4-6, [10-4]                       | details                                |
| 09-07-2007        | Catella Swedish Open    | Int. Series   | $ 391.000     | Simon Aspelin (2) Julian Knowle        | Martín García Sebastián Prieto            | 6-2, 6-4                               | details                                |
| 07-07-2008        | Catella Swedish Open    | Int. Series   | € 305.000     | Jonas Björkman (7) Robin Söderling     | Johan Brunström Jean-Julien Rojer         | 6-2, 6-2                               | details                                |
| 13-07-2009        | Catella Swedish Open    | ATP 250       | € 398.250     | Jaroslav Levinský Filip Polášek        | Robert Lindstedt Robin Söderling          | 1-6, 6-3, [10-7]                       | details                                |
| 18-07-2010        | SkiStar Swedish Open    | ATP 250       | € 450.000     | Robert Lindstedt (1) Horia Tecău (1)   | Andreas Seppi Simone Vagnozzi             | 6-4, 7-5                               | details                                |
| 17-07-2011        | SkiStar Swedish Open    | ATP 250       | € 398.250     | Robert Lindstedt (2) Horia Tecău (2)   | Simon Aspelin Andreas Siljeström          | 6-3, 6-3                               | details                                |
| 15-07-2012        | SkiStar Swedish Open    | ATP 250       | € 358.425     | Robert Lindstedt (3) Horia Tecău (3)   | Alexander Peya Bruno Soares               | 6-3, 7-6(5)                            | details                                |
| 14-07-2013        | SkiStar Swedish Open    | ATP 250       | € 433.770     | Nicholas Monroe (1) Simon Stadler      | Carlos Berlocq Albert Ramos               | 6-2, 3-6, [10-3]                       | details                                |
| 13-07-2014        | SkiStar Swedish Open    | ATP 250       | € 426.605     | Johan Brunström Nicholas Monroe (2)    | Jérémy Chardy Oliver Marach               | 4-6, 7-6(5), [10-7]                    | details                                |
| 21-07-2015        | SkiStar Swedish Open    | ATP 250       | € 439.405     | Jérémy Chardy Łukasz Kubot             | Juan Sebastián Cabal Robert Farah Maksoud | 6-7(6), 6-3, [10-8]                    | details                                |
| 17-07-2016        | SkiStar Swedish Open    | ATP 250       | € 463.520     | Marcel Granollers David Marrero        | Marcus Daniell Marcelo Demoliner          | 6-2, 6-3                               | details                                |
| 23-07-2017        | SkiStar Swedish Open    | ATP 250       | € 482.060     | Julian Knowle Philipp Petzschner       | Sander Arends Matwé Middelkoop            | 6-2, 3-6, [10-7]                       | details                                |
| 22-07-2018        | SkiStar Swedish Open    | ATP 250       | € 501.345     | Julio Peralta Horacio Zeballos         | Simone Bolelli Fabio Fognini              | 6-3, 6-4                               | details                                |
| 21-07-2019        | SkiStar Swedish Open    | ATP 250       | € 524.340     | Sander Gillé Joran Vliegen             | Federico Delbonis Horacio Zeballos        | 6-7(5), 7-5, [10-5]                    | details                                |
| 19-07-2020        | SkiStar Swedish Open    | ATP 250       | € 542.695     | geen toernooi wegens de coronapandemie | geen toernooi wegens de coronapandemie    | geen toernooi wegens de coronapandemie | geen toernooi wegens de coronapandemie |
| 18-07-2021        | Nordea Open             | ATP 250       | € 481.270     | Sander Arends David Pel                | Andre Begemann Albano Olivetti            | 6-4, 6-2                               | details                                |
| 17-07-2022        | Nordea Open             | ATP 250       | € 534.555     | David Vega Hernández Rafael Matos      | Simone Bolelli Fabio Fognini              | 6–4, 3–6, [13–11]                      | details                                |
| 23-07-2023        | Nordea Open             | ATP 250       | € 562.815     | Gonzalo Escobar Oleksandr Nedovjesov   | Francisco Cabral Rafael Matos             | 6–2, 6–2                               | details                                |

## Statistieken

### Meeste enkelspeltitels
| Aantal titels | Speler            | Jaren                  |
| ------------- | ----------------- | ---------------------- |
| 4             | Magnus Gustafsson | 1998, 1996, 1992, 1991 |
| 3             | David Ferrer      | 2017, 2012, 2007       |
| 3             | Mats Wilander     | 1985, 1983, 1982       |
| 3             | Björn Borg        | 1979, 1978, 1974       |
| 3             | Manuel Santana    | 1969, 1965, 1962       |
| 3             | Budge Patty       | 1954, 1953, 1952       |
| 3             | Eric Sturgess     | 1950, 1949, 1948       |
| 2             | Robin Söderling   | 2011, 2009             |
| 2             | Tommy Robredo     | 2008, 2006             |
| 2             | Mariano Zabaleta  | 2004, 2003             |
| 2             | Magnus Norman     | 2000, 1997             |
| 2             | Martin Mulligan   | 1968, 1967             |
| 2             | Ulf Schmidt       | 1961, 1957             |
| 2             | Luis Ayala        | 1960, 1959             |

(Bijgewerkt t/m 2023)

### Meeste enkelspeltitels per land
| Aantal titels | Land             |
| ------------- | ---------------- |
| 19            | Zweden           |
| 15            | Spanje           |
| 8             | Australië        |
| 5             | Verenigde Staten |
| 4             | Italië           |
| 4             | Argentinië       |
| 3             | Chili            |
| 3             | Zuid-Afrika      |
| 2             | Uruguay          |
| 2             | Frankrijk        |

(Bijgewerkt t/m 2024)

### Enkel- en dubbelspeltitel in hetzelfde jaar

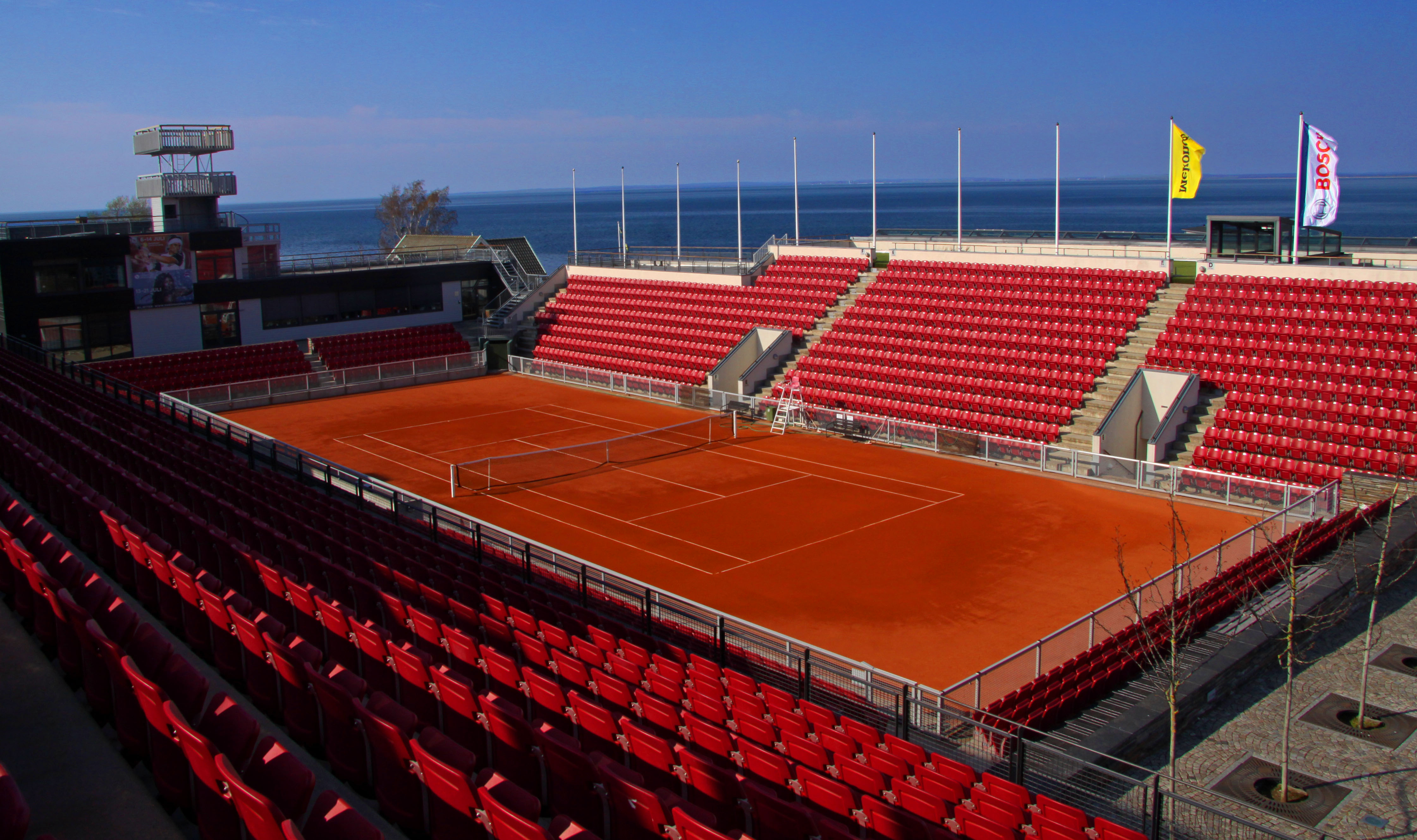
Båstad Tennisstadion (2013)

| Tennisser         | Jaar       |
| ----------------- | ---------- |
| Eric Sturgess     | 1949, 1950 |
| Sven Davidson     | 1951       |
| Budge Patty       | 1952       |
| Ashley Cooper     | 1958       |
| Dick Crealy       | 1970       |
| Ilie Năstase      | 1971       |
| Manuel Orantes    | 1972       |
| Stan Smith        | 1973       |
| Mats Wilander     | 1983       |
| Emilio Sánchez    | 1986       |
| Magnus Gustafsson | 1998       |

## Onderscheidingen
Van 2002 tot en met 2012 werd het toernooi door de ATP-profs als beste ATP International Series/ATP World Tour 250-toernooi onderscheiden.